# ایوان پریوالوف (بازیکن فوتبال)
ایوان پریوالوف (روسی: Иван Васильевич Привалов؛ ۱۲ مارس ۱۹۰۲ – ۲۶ ژانویهٔ ۱۹۷۴) بازیکن فوتبال اهل اتحاد جماهیر شوروی سوسیالیستی بود.
از باشگاه‌هایی که در آن بازی کرده‌است می‌توان به اشاره کرد.
وی همچنین در تیم ملی فوتبال شوروی بازی کرده‌است.